# Erik Jensen (fodboldspiller)
 For alternative betydninger, se Erik Jensen. (Se også artikler, som begynder med Erik Jensen)
Erik Jensen (født 2. marts 1932, død 7. februar 1992[kilde mangler]) var en dansk fodboldspiller, der spillede i angrebet på AGF's guldalderhold i 1950'erne og var med til at vinde det danske mesterskab flere gange (bl.a. i 1955, 1956, 1957 og 1960) og tilsvarende DBU's landspokalturnering ligeledes tre gange (bl.a. 1957 og 1960).
Han er storebror til John Jensen, der også spillede i angrebet for AGF.
Erik Jensen opnåede fire A-landskampe. Han debuterede som 20-årig i en kamp i Idrætsparken mod Finland 16. juni 1955 og spillede sin sidste landskamp to år senere mod Sverige; han nåede ikke at score for landsholdet.